# Lepophidium prorates
Lepophidium prorates is een  straalvinnige vissensoort uit de familie van naaldvissen (Ophidiidae). De wetenschappelijke naam van de soort is voor het eerst geldig gepubliceerd in 1890 door Jordan & Bollman.
De soort werd aangetroffen in de Stille Oceaan voor de kust van Panama en ten zuiden daarvan.
De soort staat op de Rode Lijst van de IUCN als niet bedreigd, beoordelingsjaar 2007.